# Rotella (araldica)
Rotella è un termine utilizzato in araldica per indicare una figura a foggia di scudetto circolare, più grande dei bisanti e dei tortelli, generalmente caricata di figure e che può essere raggiante.

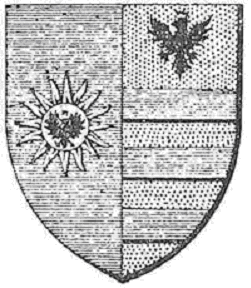
Rotella raggiante caricata di un'aquila
Sul tutto, rotella d'azzurro, raggiata d'oro, al monogramma di Cristo d'argento (Casale Monferrato)
Rotella d'azzurro, caricata del leone di San Marco d'oro (Caprino Bergamasco)
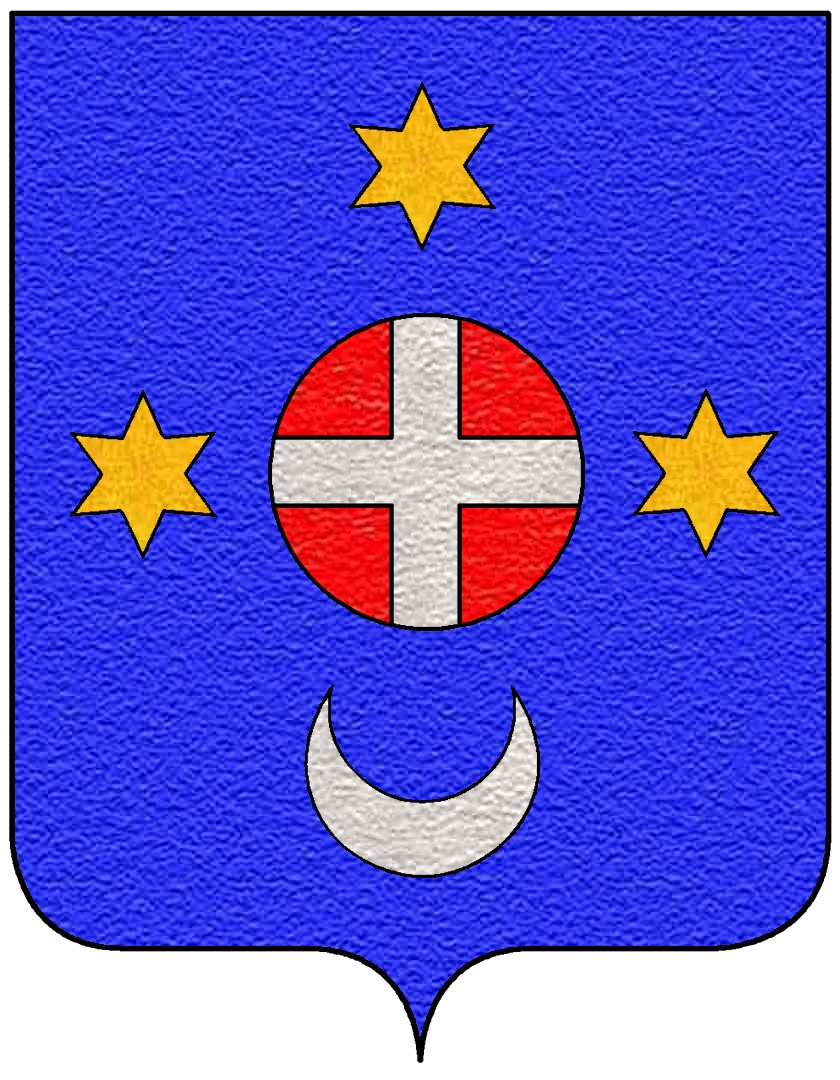
Rotella di rosso, crociata di argento (stemma della famiglia Gabrieli)